# Willard Tibbetts
Willard Tibbetts   (Massachusetts, 26 de març de 1903 - Brewster, 28 de març de 1992) va ser un atleta estatunidenc, especialista es curses de mig fons, que va competir durant la dècada de 1920.
El 1924 va prendre part en els Jocs Olímpics de París, on guanyà la medalla de bronze en la prova dels 3.000 metres relleus del programa d'atletisme, formant equip amb Edward Kirby i Edward Kirby.
Tibbetts estudià a la Worcester Academy i a Harvard. En el seu palmarès també destaquen tres títols de l'IC4A, dos de dues milles (1926) i cros (1925).

## Millors marques
- 3.000 metres. 8' 49.8" (1924)[1]